# Battle River
Der Battle River ist ein Fluss in Zentral-Alberta und im westlichen Saskatchewan in Kanada. Er ist ein Hauptzufluss des North Saskatchewan River. Der Fluss hat eine Gesamtlänge – gemessen vom hinteren Ende des Pigeon Lake – von 570 km, sowie ein Einzugsgebiet von 30.300 km² und einem mittleren Abfluss von 10 m³/s an seiner Mündung.

## Flusslauf
Der Battle River hat seinen Ursprung südlich von Battle Lake in der Region Zentral-Alberta, östlich von Winfield und mäandert östlich in die Provinz Saskatchewan, wo er bei Battleford in den North Saskatchewan River mündet.
Der Big Knife Provincial Park liegt entlang dem Fluss zwischen Donalda und Forestburg. Weitere Gemeinden, die entlang des Battle River liegen, sind: Ponoka, Wetaskiwin, Camrose, New Norway, Edberg, Rosalind, Duhamel, Forestburg, Galahad, Alliance, Hardisty, Wainwright, Marsden, Lashburn, Waseca, Maidstone und Paynton.
Westlich von Wainwright wird der Fluss von der Fabyan Trestle Bridge, einer 874 Meter langen Trestle-Brücke, überspannt. Das 1.211 Meter lange Duhamel Trestle, welche den Fluss südlich von Camrose überspannte, wurde 1924 abgerissen.

## Nebenflüsse
- Sunny Creek
- Wolf Creek
- Pigeon Lake Creek
- Stoney Creek
- Pipestone Creek
- Driedmeat Creek
- Meeting Creek
- Paintearth Creek
- Castor Creek
- Iron Creek
- Ribstone Creek

Battle Lake, Samson Lake, Driedmeat Lake und Big Knife Lake sind Seen entlang dem Flusslauf des Battle River. Weitere zahlreiche Seen (wie Pigeon Lake, Coal Lake, Bittern Lake, Vernon Lake, Ernest Lake, Soda Lake) entwickelten sich im Einzugsgebiet des Battle River.